# Malcolm Hulke
Malcolm Hulke est un scénariste britannique né le 21 novembre 1924 à Knebworth en Londres et mort le 6 juillet 1979 à Cambridgeshire. Il est principalement connu pour ses scénarios de la série Doctor Who et pour avoir écrit un livre de référence, Writing for Television in the 70s (« Écrire pour la télévision dans les années 1970 »).

## Carrière
Attiré par la science fiction, il commence son travail dans les années 1960 par la coécriture de scripts pour la série de science fiction pour enfant Target Luna, Pathfinders in Space, Pathfinders to Marset Pathfinders to Venus – avec Eric Paice pour la chaîne ABC. Le producteur de la série, Sydney Newman est le responsable de la création de la série Doctor Who quelques années plus tard.
Il travaille sur de nombreux scripts pour des séries telles que Chapeau melon et bottes de cuir, Poigne de fer et séduction, Destination Danger, Gideon's Way' et les soap opéra Crossroads et United!
En 1967, il commence à travailler pour la série Doctor Who et est reconnu pour éviter les caractérisations manichéennes et les histoires simples. Les militaires sont généralement corrompus, (Invasion of the Dinosaurs et The Ambassadors of Death) Il est célèbre pour l'invention des siluriens dans Doctor Who and the Silurians qui raconte la difficile rencontre entre les humains et des êtres reptiliens vivant à la surface dans les anciens temps.
Il collabore plusieurs fois avec le scénariste Terrance Dicks son ami et mentor, notamment pour Chapeau Melon et botte de Cuir (The Mauritius Penny, 1962) Doctor Who (The War Games, 1969) ou pour le livre The Making of Doctor Who.
Fâché avec la production de Doctor Who après l'épisode Invasion of the Dinosaurs (1974), il continue à écrire des novélisations des épisodes de la série, qui jusqu'à sa mort en 1979.
Malcolm Hulke était membre du Parti communiste de Grande-Bretagne.

### Scénarios pour Doctor Who
- 1967 : The Faceless Ones (avec David Ellis)
- 1969 : The War Games (avec Terrance Dicks)
- 1970 : Doctor Who and the Silurians
- 1970 : The Ambassadors of Death (sur une histoire de David Whitaker, avec Terrance Dicks et Trevor Ray )
- 1971 : Colony in Space
- 1972 : The Sea Devils
- 1973 : Frontier in Space
- 1974 : Invasion of the Dinosaurs